# Paul Baratgin
Paul Baratgin est un homme politique français, médecin de profession, né le 17 décembre 1890 à Orgerus (Seine-et-Oise) et décédé le 22 décembre 1966 à Paris.

## Biographie
Après ses études, à Lannemezan d'où sa famille est originaire, il est mobilisé pendant la Première Guerre mondiale, dans le 212e Régiment d’infanterie, ou il reçoit les médailles : Croix de guerre, et la Légion d'honneur.
Pendant la Seconde Guerre mondiale il joue un rôle très actif dans la Résistance ce qui lui vaut l'attribution de la médaille de la Résistance. Il est cité dans le livre "Les renards de l'ombre" de Elly Rous-Serra. 
Paul Baratgin est nommé questeur du Conseil de la République les 10 janvier 1950, 9 janvier 1951, 8 janvier 1952, 5 juin 1952, 13 janvier 1953, 12 janvier 1954, 11 janvier 1955, 7 juillet 1955, 6 octobre 1955, 4 octobre 1956 et 3 octobre 1957,,,,,,,,,,.

### Mandats
- Élu à la première assemblée constituante : tête de liste Parti républicain, radical et radical-socialiste
- Membre du Conseil de la République du 8 décembre 1946 au 26 avril 1959
- Sénateur des Hautes-Pyrénées du 26 avril 1959 au 22 décembre 1966 (liste RGR)
- Maire de Lannemezan de 1929 à 1966
- Élu conseiller général du canton de Lannemezan en 1925 puis prend la présidence du conseil général en 1945